# Kościół (teologia)

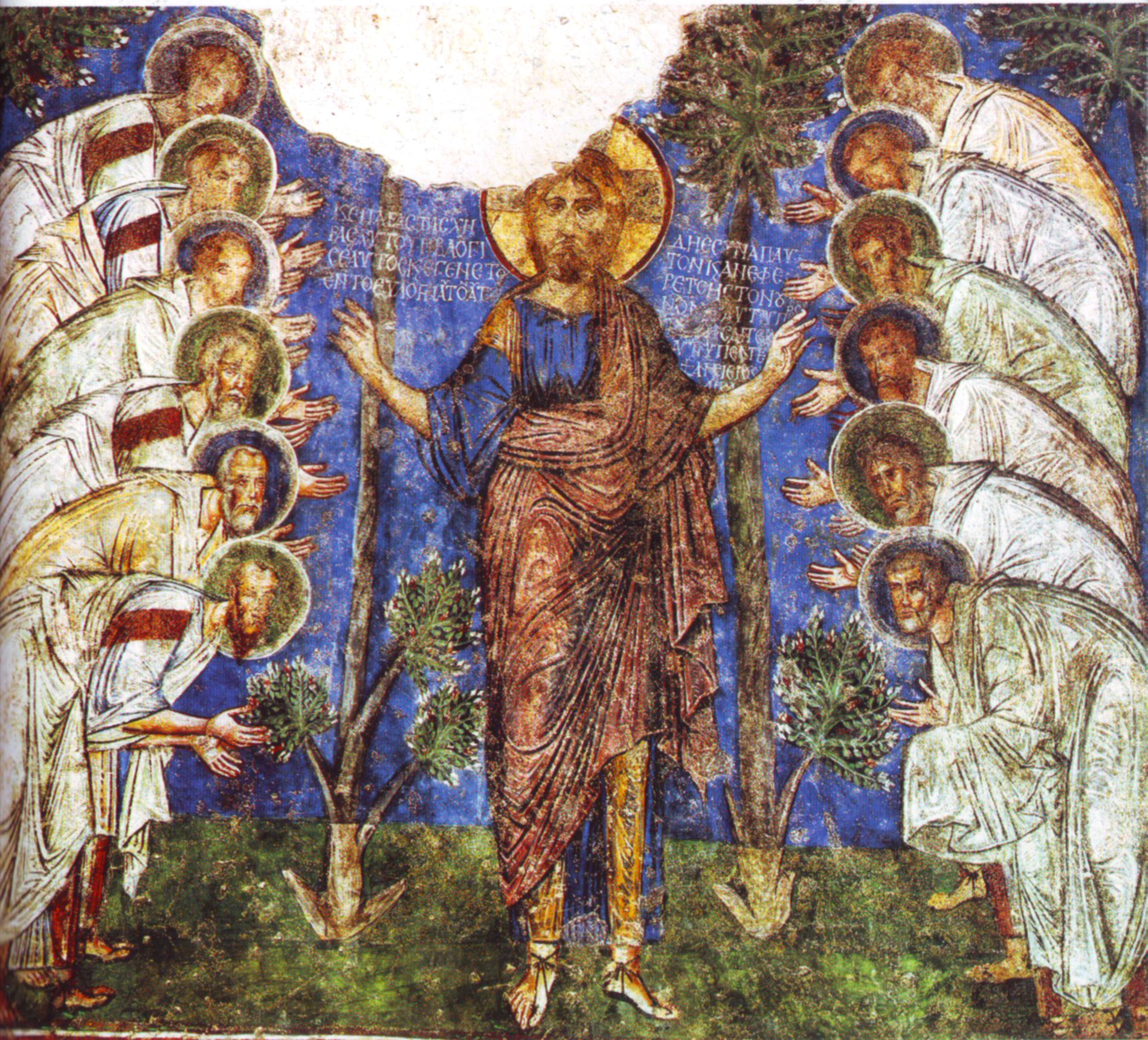
Fresk: Jezus nauczający Apostołów, Kapadocja, ok. XII w.

Kościół (gr. ἐκκλησία ekklesia „zwołanie, zgromadzenie” od ἐκ κάλεοek kaleo „wołam spoza, zwołuję”) – w teologii chrześcijańskiej, wspólnota ludzi ze wszystkich narodów, zwołanych przez Apostołów posłanych przez Jezusa Chrystusa, by utworzyć zgromadzenie wybranych, stających się wolnymi obywatelami Królestwa niebieskiego. Wspólnota Kościoła, rozumiejąca siebie jako wypełnienie dziejów i misji Narodu Wybranego Izraela, ma cztery zasadnicze cechy, sformułowane w Nicejsko-konstantynopolitańskim wyznaniu wiary (381 r.): jedność, świętość, powszechność i apostolskość. Pierwszym zadaniem Ludu Bożego, jako ustanowionej poprzez chrzest wspólnoty /(gr.) koinonia/ wiary i sakramentów, jest bycie sakramentem wewnętrznej jedności ludzi z Bogiem oraz jedności całej ludzkości, która ma się zrealizować. Kościołem nazywa się też wspólnotę lokalną Kościoła powszechnego, tzw. kościoły lokalne, a także określone wyznanie chrześcijańskie. Tajemnicą Kościoła zajmuje się gałąź teologii – eklezjologia.

## Kościół jako wypełnienie historii i powołania Izraela
Teolodzy współcześni, np. metropolita Jan (Ziziulas) zwracają uwagę, że chrześcijanie od początku widzieli swoje korzenie w historii Izraela. Dlatego, zwłaszcza w odniesieniu do pierwotnej eklezjologii pierwszych trzech wieków, Stary Testament dostarcza podstawowych danych do studium o Kościele, rozumianym jako nowy Lud Boży, i o jego relacji do Boga. Jak zauważył Louis Bouyer, fakt iż liturgia Kościoła ma ścisłe pokrewieństwo z modlitwami judaizmu „stanowi dowód na pokrewieństwo samej wiary”.

## Kerygmatyczne początki Kościoła
Powstanie Kościoła wiąże się z kerygmatem, głoszonym po zmartwychwstaniu Jezusa Chrystusa przez apostołów – wybranych, uformowanych i posłanych przez Niego. Kerygmat był tym, co od początku tworzyło zgromadzenie chrześcijan, zwane po hebrajsku Qahal, po grecku ἐκκλησία  (ekklesia). Podobnie jak w starożytnych Atenach oficjalne zebranie obywateli, zwane εκκλησία  (ekklesia), było zwoływane w imieniu uprawnionych władz miasta przez heroldów zwanych κήρυκες (kerykes), tak też działo się w świętym mieście Jerozolimie. Lud Izraela stanowił Qahal – zgromadzenie. W Nowym Testamencie Apostołowie określali się za heroldów króla Izraela, których zadaniem było poprzez Słowo Jezusa zbieranie po całym świecie nowych wybranych Boga i wyjaśnianie, nauczanie tego Słowa.
Poprzednikiem takiego głoszenia było w Starym Testamencie odczytywanie Prawa na zgromadzeniu zwanym qahal. W Biblii są trzy przykłady takiego świętego zgromadzenia Izraela: zgromadzenie pod Synajem opisane w Księdze Wyjścia rozdz. 19; Zgromadzenie odnowienia przymierza synajskiego, opisane w 2-ej Księdze Królewskiej 23, 1-2 oraz zgromadzenie po powrocie z niewoli babilońskiej opisane w Księdze Nehemiasza rozdz. 8 oraz 13,1. To znaczenie qahal kontynuował Kościół chrześcijański od samego początku, owocem głoszenia-kerygmatu Apostołów było zgromadzenie wiernych, którzy trwali w ich nauce:

## Przymioty Kościoła
Według Nicejsko-konstantynopolitańskiego wyznania wiary (381 r.) chrześcijanie wierzą w Kościół, który jest: jeden, święty, powszechny i apostolski. Określa się je w nowszej literaturze teologicznej terminem łac. notae „znamiona, własności”.

### Jeden
Przymiot ten oznacza, że Chrystus założył jeden Kościół. Kościoły lokalne uobecniają w danym miejscu jedną wspólnotę Kościoła, której głową jest Chrystus. Jedność Kościoła była szczególnie przeżywana i podkreślana w okresie patrystycznym, jej fundamentem było wyznawanie jednej wiary. Dobrze ilustruje to fragment z dzieła „Przeciw herezjom” św. Ireneusza z Lyonu (ok. 140–202):

Skoro Kościół otrzymał tę naukę i tę wiarę, jak to powiedzieliśmy, rozprzestrzeniony po całym świecie troskliwie jej strzeże, jakby zamieszkując w jednym domu; podobnie też wierzy, jakby miał jedną duszę i jedno serce, zgodnie to głosi, naucza tego i przekazuje, jakby miał jedne usta. Albowiem, chociaż na świecie różne są języki, to jednak jedna jest i ta sama moc tradycji. 
I nie inaczej wierzą, i nie inaczej uczą te kościoły, które zostały założone w Germanii, i te, które istnieją w Irlandii, i te, które istnieją wśród Celtów, i te, które są na Wschodzie, i te, które są w Egipcie, i te, które są w Libii, i te, które zostały założone w środku świata; jak słońce, dzieło Boga, jedno i to samo jest na całym świecie, podobnie i przepowiadanie prawdy wszędzie jaśnieje i oświeca wszystkich ludzi, którzy chcą dojść do poznania prawdy (Księga 1, 10, 1-3).

#### Ujęcie prawosławne
W teologii prawosławnej jedność Kościoła jest postrzegana jako istotny element jego tożsamości. Według Joanisa Ziziulasa jednoznaczne świadectwa tego znajdujemy w pierwszych trzech wiekach, począwszy od czasów opisanych w pismach nowotestamentalnych:

Przez cały okres pierwszych trzech wieków, jedność była związana na najgłębszym poziomie z wiarą, modlitwami i działalnością Kościoła. Ewangelia św. Jana  odzwierciedla ten fakt przedstawiając jedność Kościoła jako dramatyczną prośbę w modlitwie Pana (por. J 17,11 i 20n). Dzieje Apostolskie wyrażają tę samą rzeczywistość, kiedy dobitnie podkreślają jedność jako charakterystyczny element życia Kościoła w jego pierwszych latach (por Dz 2,44nn), zaś istnienie „teologii jedności” w okresie tak wczesnym, jak ten z listów Pawłowych nie można interpretować inaczej niż jako oznakę wielkiej wagi, jaką przywiązywał Kościół od początku do swej jedności. W latach następujących po czasach apostolskich, Kościół traktował swą jedność jako przedmiot stałej troski i żarliwej wiary. Teksty tak zwanych Ojców apostolskich przedstawiają jedność Kościoła jako przedmiot nauczania i rzeczywistość, dla której zwalczali  każdą siłę niosącą podział. Pod koniec II wieku, Ireneusz stara się w dziele poświęconym szczególnie temu tematowi pokazać, że Kościół był i został zachowany jako jeden, i że jedność stanowi niezbędny warunek jego egzystencji (por. Adv. Haer. I.10.2). Kilka pokoleń później, św. Cyprian poświęca specjalne studium tematowi jedności Kościoła (por. De Catholicae Ecclesiae unitate, passim), podczas gdy w różnych tekstach Credo, jedność wcześnie przyjmuje charakter artykułu wiary.

Według Siergieja Bułgakowa, różne podzielone wyznania chrześcijańskie mogą powrócić do jedności Kościoła za pośrednictwem prawosławia, które „jest prawdziwym Kościołem, posiadającym pełnię autentycznej prawdy w Duchu Świętym”. Stąd wszystkie inne wspólnoty i kościoły chrześcijańskie winny włączyć się „w jeden strumień powszechnego prawosławia”. Autor ten podkreślił też, że twierdzenie to nie wynika ani z postaw imperialnych czy prozelityzmu, ani z pychy. Jest natomiast konsekwencją faktu, że prawda jest jedna, nie dopuszcza kompromisów, a chronienie jej nie jest niczyją zasługą lecz darem Bożym. Ci, którzy otrzymali ten dar czasem okazują się go niegodni. Jak stwierdził rosyjski teolog „i historia narodu wybranego, jak i historia prawosławia, wyraźnie pokazują, że ci, którzy chronią prawdę, mogą być tego niegodni”.

#### Ujęcie katolickie (deklaracja „Dominus Iesus”)
Katolickie rozumienie tego przymiotu precyzuje ogłoszony w 2000 r.  przez ówczesnego prefekta Kongregacji Nauki Wiary, kardynała Józefa Ratzingera i zatwierdzony przez papieża Jana Pawła II dokument Dominus Iesus.
Deklaracja w p. 17 wyjaśnia wyrażenie Konstytucji Soborowej Lumen gentium, 22, że jeden Kościół «subsistit in» (trwa) w Kościele katolickim oraz uściśla status eklezjalny prawosławia oraz protestantyzmu:

Istnieje zatem jeden Kościół Chrystusowy, który trwa /(łac.) subsistit/ w Kościele katolickim rządzonym przez Następcę Piotra i przez biskupów w łączności z nim. Kościoły, które nie będąc w pełnej wspólnocie z Kościołem katolickim, pozostają jednak z nim zjednoczone bardzo ścisłymi więzami, jak sukcesja apostolska i ważna Eucharystia, są prawdziwymi Kościołami partykularnymi. Dlatego także w tych Kościołach jest obecny i działa Kościół Chrystusowy, chociaż brak im pełnej komunii z Kościołem katolickim, jako że nie uznają katolickiej nauki o prymacie, który Biskup Rzymu posiada obiektywnie z ustanowienia Bożego i sprawuje nad całym Kościołem. Natomiast Wspólnoty kościelne, które nie zachowały prawomocnego Episkopatu oraz właściwej i całkowitej rzeczywistości eucharystycznego misterium, nie są Kościołami w ścisłym sensie; jednak ochrzczeni w tych wspólnotach są przez chrzest wszczepieni w Chrystusa i dlatego są w pewnej wspólnocie, choć niedoskonałej, z Kościołem  (Dominus Iesus, 17).

Deklaracja spotkała się z wieloma sprzecznymi reakcjami, np. ówczesny prawosławny metropolita smoleński i kaliningradzki, a obecny (2011) patriarcha moskiewski i całej Rusi Cyryl powiedział w wywiadzie, że deklaracja jest uczciwym dokumentem, lepszym niż tzw. „kościelna dyplomacja”. Pokazuje jak blisko jesteśmy, albo, przeciwnie, jak jesteśmy podzieleni.
Stanowisko prawosławia na temat apostolskości Kościoła jest prawie identyczne z katolickim, z wyjątkiem rozumienia roli biskupa Rzymu. Uzgodnienie stanowisk wobec prymatu Piotrowego jest przedmiotem kolejnych sesji Międzynarodowej Komisji Wspólnej do spraw Dialogu Teologicznego między Kościołem rzymskokatolickim a Kościołem prawosławnym     
Współprzewodniczącymi Komisji są, z ramienia katolików: kard. Kurt Koch, z ramienia prawosławnych: metropolita Joannes Zizioulas.
Thomas Wipf, przewodniczący Wspólnoty Protestanckich Kościołów w Europie, nie zgadzając się z deklaracją co do definicji Kościoła, stwierdził równocześnie, że dokument może prowadzić do większej jasności w dialogu ekumenicznym.
W teologii protestanckiej (ewangelickiej i ewangelicznej) jeden Kościół jest pojmowany jako duchowa wspólnota wierzących z różnych kościołów chrześcijańskich (denominacji).

#### Ujęcie teologii protestanckiej
Według P. Tillicha, Kościół powszechny jest zawsze aktualnie obecny w Kościołach, dlatego można mówić tak o historii całego Kościoła, jak i o historii poszczególnych Kościołów. Nie można jednak twierdzić, jak czynią to Wspólnota Anglikańska, prawosławie oraz katolicyzm, że do pewnego czasu np. do roku 500 lub 1500 po Chr. istniał jeden Kościół, aktualnie istniejący w czasie i przestrzeni, z którego po podziałach powstało wiele Kościołów. W takim bowiem wypadku któryś z Kościołów może twierdzić, że w jakimś okresie lub w całej historii, to on był Kościołem właściwym. Kościoły protestanckie mogłyby w ten sposób uzurpować sobie do tego prawo, twierdząc że między wiekiem apostolskim a reformacją, kościół był jedynie w stanie ukrytym – jak w judaizmie czy pogaństwie – i objawił się w Kościołach powstałych w wyniku reformacji. Jest to według Tillicha błędne podejście, gdyż Kościół, jako Duchowa Wspólnota, zawsze trwał i trwa w Kościołach, które wyznają swój fundament w Chrystusie, który jest centralnym objawieniem Królestwa Bożego w historii. Tej Wspólnoty Duchowej nie można interpretować jako rzeczywistości duchowej, która istnieje niezależnie od konkretnych wspólnot kościelnych, jakby jakiś Kościół niewidzialny. Reformatorzy nigdy tak nie postrzegali podziału na Kościoły widzialne i Kościół niewidzialny.  Niewidzialny kościół jest Duchową esencją historycznych Kościołów. P. Tillich pisał też o paradoksie Kościołów, które uczestniczą z jednej strony w niejednoznaczności /(ang.) ambiguities/ życia, zwłaszcza życia religijnego, z drugiej zaś strony w jednoznacznym życiu /(ang.) unambiguous life/ Wspólnoty Duchowej. Są to jednak nie dwa Kościoły, lecz dwa aspekty jednego Kościoła. W historii protestantyzmu, podkreślanie niewidzialnego Kościoła kosztem Kościołów historycznych zdarzało się w ruchach duchowych, pokusa zaś postrzegania niewidzialnego Kościoła jako nieistotnego ideału – w liberalnym protestantyzmie.

### Święty
Jako wspólnota mistyczna jest doskonałym Mistycznym Ciałem Chrystusa, Ludem Bożym (co nie oznacza świętości wszystkich członków Kościoła ani kapłanów), w którym działa Duch Święty. Z przymiotem tym wiąże się obcowanie świętych.

### Powszechny
Kościół jest sakramentem  zbawienia całej ludzkości i obejmuje tym działaniem wszystkich ludzi niezależnie od płci, stanu, majątku, narodowości oraz od popełnionych grzechów. Kościół czerpie ten przymiot z faktu, że jest Ciałem Chrystusa, jedynego pośrednika zbawienia:

Jest to /modlić się za nich/ bowiem rzecz dobra i miła w oczach Zbawiciela naszego, Boga, który pragnie, by wszyscy ludzie zostali zbawieni i doszli do poznania prawdy. Albowiem jeden jest Bóg, jeden też pośrednik między Bogiem a ludźmi, człowiek, Chrystus Jezus, który wydał siebie samego na okup za wszystkich jako świadectwo we właściwym czasie.  (por. 1 Tm 2,3-6)

#### Kościół powszechny w rozumieniu Ojców Kościoła
Refleksję teologiczną Ojcowie Kościoła budowali na danych Pisma Świętego Nowego Testamentu. Odczytywali w nim następujące obrazy Kościoła: lud, ciało, świątynia, dom, oblubienica-małżonka, stado, winnica, królestwo, pole i sieć. Odczytywali też figuralnie Stary Testament, dostrzegając w nim zapowiedzi Kościoła.
Kościół był dla nich rzeczywistością eschatologiczną, przynoszącą zbawienie i życie wieczne, która realizuje się poprzez:
1. moc Ducha Świętego i Eucharystię
2. duchowe macierzyństwo całej wspólnoty Kościoła poprzez wiarę, miłość, modlitwę, pokutę i świadectwo
3. miłosierdzie, pokój i zgodę między kościołami lokalnymi
4. kolegialność biskupów
5. posługę jedności Biskupa Rzymu jako strażnika komunii miłości Kościoła powszechnego[19].

W tym okresie pojawiły się też ważne eklezjologiczne prawdy. Ireneusz z Lyonu (ok. 140–202) nauczał o naturze apostolskiej Kościoła, realizowanej w sukcesji apostolskiej; Cyprian z Kartaginy (zm. 258) o episkopacie; Augustyn z Hippony nauczał o katolickości (powszechność), o ważności obrzędów sakramentalnych niezależnie od osobistej świętości szafarza, o trwałym skutku sakramentu w duszy wierzącego zwanym charakterem sakramentalnym. 
Już w okresie między III i V wiekiem papieże, wśród nich Leon Wielki, potwierdzali swą rolę jako biskupa całego Kościoła oraz swój unikalny autorytet odnośnie do magisterium i jurysdykcji.

#### Katolicyzm
W Kościele katolickim odpowiednikiem kościoła lokalnego jest diecezja, gdzie biskup jest widzialnym źródłem i fundamentem jedności w swoim kościele partykularnym i podziela też troskę o wszystkie kościoły, gdyż Kościół powszechny jako Mistyczne Ciało Chrystusa jest «ciałem kościołów».
Sąsiadujące kościoły lokalne, powiązane ze sobą np. poprzez kulturę, tworzą prowincje kościelne, patriarchaty lub regiony. Biskupi spotykają się na synodach lub soborach prowincjalnych. Ciałem, które służy jedności biskupów w tych większych skupiskach kościołów lokalnych jest tzw. Konferencja Episkopatu.

#### Protestantyzm
Wspólnoty i denominacje protestanckie mają różne rozumienie powszechności Kościoła. U podstaw eklezjologii protestanckiej stoją pisma reformatorów, Marcina Lutra i Kalwina. Odchodząc od koncepcji Kościoła hierarchicznego w rozumieniu władzy widzialnej, odwołali się do pojęcia Kościoła niewidzialnego, który rozumieli jako Communio sanctorum (Społeczność świętych). Kalwin pisał o tym w swym dziele Institutio religionis christianae (Strasburg, 1536 r.). Ale za Lutrem i Melanchtonem uznawał on ziemską obecność tego Kościoła, którą zaświadcza słowo Boże. Według P. Tillicha Kościół powszechny jest zawsze aktualnie obecny w konkretnych wspólnotach Kościoła, dlatego można mówić tak o historii całego Kościoła, jak i o historii poszczególnych Kościołów.

### Apostolski

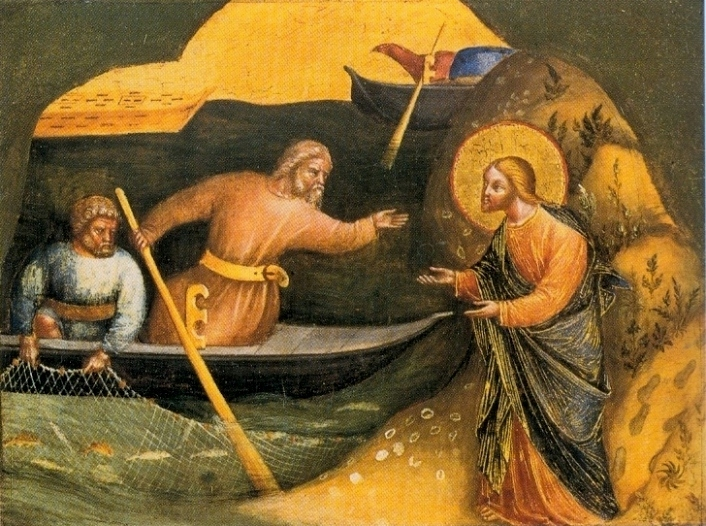
Powołanie Apostołów Piotra i Andrzeja. Do dziedzictwa tych dwu Apostołów odwołują się Kościoły katolickie i prawosławne. Lorenzo Veneziano /1370 r./, Muzeum Państwowe w Berlinie.

Przymiot ten oznacza, że Kościół funkcjonuje i naucza tak, jak za czasów apostolskich. Wiążą się z tym Sukcesja apostolska, tzn. o Kościele apostolskim mówi się wtedy, gdy są w nim biskupi diecezjalni, których święcenia pochodzą od któregoś z Apostołów, oraz Tradycja Apostolska, czyli przechowywanie wiernie nauki Jezusa przekazanej apostołom. Przymiot apostolskości Kościoła tak był rozumiany na Soborze konstantynopolskim (381 r.) w czasach Kościoła niepodzielonego.

#### Katolicyzm
Zgodnie z Katechizmem n. 857, w katolicyzmie rozumie się przez to trzy elementy:
1. zbudowany na „fundamencie Apostołów” (Ef 2, 20; Ap 21, 14), posłanych przez samego Chrystusa;
2. zachowywanie i przekazywanie za pomocą Ducha Świętego (por. Dz 2, 42) apostolskiego depozytu wiary;
3. jest nauczany, uświęcany i prowadzony przez następców grona Dwunastu Apostołów, czyli Kolegium Biskupów i ich prezbiterów w jedności z następcą Piotra Apostoła, jako głowy kolegium. Istotnym elementem apostolskości jest więc posługa prymatu Piotrowego[24].

#### Prawosławie
W pierwszym tysiącleciu kościoły wschodnie uznawały autorytet biskupa Rzymu jako następcy św. Piotra. Po schizmie wschodniej prawosławie uznało, że papiestwo sprzeniewierzyło się tej roli. Taka ocena, przeważająca współcześnie w prawosławiu, znalazła wyraz w książce prawosławnego teologa O. Clementa:

Wschód nie znał takiej formy prymatu rzymskiego, jaki przyjęto na Zachodzie po reformie gregoriańskiej oraz po Soborze trydenckim, i zapewne musiał go odrzucać. Ten prymat w swej pierwotnej postaci był uznawany i realizowany na Wschodzie w czasach soborów ekumenicznych. Pojawiały się zarysy teorii, które były sobie przeciwstawne, ale życie Kościoła zawsze wykraczało poza teorie. W gruncie rzeczy nikt nie mógł przeciąć sprawy. Każdy uważał, że ma ostatnie słowo, a więc nikt go nie miał, z wyjątkiem Ducha Świętego. Dzisiaj musimy się zastanowić, wychodząc poza przeciwstawne sobie sformułowania, nad doświadczeniem eklezjalnym epoki, w której napięć nie rozstrzygano ani przeciwko papieżowi,ani przeciwko soborowi, lecz po prostu inaczej

Niektórzy prawosławni teolodzy, jak P. Evdokimov tłumaczą, że każdy biskup ma władzę Piotrową w swoim kościele lokalnym, która polega na sprawowaniu Eucharystii. Cytuje on powiedzenie M. Kabasillasa (XIV w.): Piotr jest nauczycielem świata, papież jest biskupem Rzymu.

#### Protestantyzm
W teologii protestanckiej apostolski charakter Kościoła przejawia się w przekazywaniu wiary apostolskiej (successio fidei) i w trwaniu Kościoła w nauce apostolskiej. Jak stwierdza Eberhard Jüngel, następcą apostołów jest kanon Nowego Testamentu, a nie biskup. Kościół jest apostolski, gdy myśli, mówi i działa zgodnie z Pismem Świętym. Zarówno historyczny luteranizm, jak i kalwinizm odrzucały w swoich księgach symbolicznych charakterystyczne dla katolicyzmu i prawosławia pojęcie sukcesji urzędu jako części składowej apostolskości Kościoła. Szczególnie mocno za takim stanowiskiem obstawał kalwinizm, który w ogóle odrzucił rozróżnienie między prezbiterem a biskupem, uznając, że w Biblii i pierwszych wiekach chrześcijaństwa terminy te były stosowane synonimicznie na określenie starszego – przełożonego wspólnoty. Stąd do dzisiaj kościoły reformowane oraz wywodzące się z tej tradycji Kościoły baptystyczne w słowach nicejsko-konstantynopolitańskiego wyznania wiary, opisującego Kościół jako apostolski, rozumieją sukcesję wiary apostołów, która przejawia się w wiernym zwiastowaniu Słowa Bożego i należytym udzielaniu sakramentów:

I trwali w nauce apostolskiej i we wspólnocie, w łamaniu chleba i w modlitwach

Zdaniem Eberharda Jüngela wiarygodność Kościoła opiera się na tym, że Bóg przez Ducha Świętego zachowuje w nim prawdę Ewangelii, która przewyższa jego własne błędy. Odpowiedzialność wobec tej prawdy zobowiązuje Kościół do nieustannej krytycznej samorefleksji, w której jego nauka i działania mierzone są podług miary Ewangelii. 
Według niektórych kościołów luterańskich, które zachowały sukcesję apostolską w rozumieniu katolickim, apostolskość wyraża się ponadto w przekazywaniu urzędu apostolskiego (successio ordinis) przez modlitwę i włożenie rąk biskupa (biskupów) i księży powołanych do dokonania ordynacji lub konsekracji. Np. Kościół Ewangelicko-Luterański w Szwecji uznaje zarówno „sukcesję episkopalną” (biskupów), jak też i „sukcesję prezbiterską” (prezbiterów – księży). Obie obecne są w tym Kościele od czasów reformacji.

## Inne użycia wyrazu Kościół
Nazwy Kościół używa się także w odniesieniu do chrześcijańskiego związku wyznaniowego, jako organizacji ludzkiej, posiadającej własny ustrój, organy władzy, doktrynę i liturgię; np. Kościół rzymskokatolicki, Polski Autokefaliczny Kościół Prawosławny, Apostolski Kościół Ormiański, Kościół Ewangelicko-Reformowany w RP, Kościół Starokatolicki Mariawitów w RP, Kościół Zielonoświątkowy w RP. Synonimami takiego rozumienia wyrazu Kościół są terminy: związek wyznaniowy, związek religijny, wyznanie, konfesja i denominacja.